# مناخ مكة

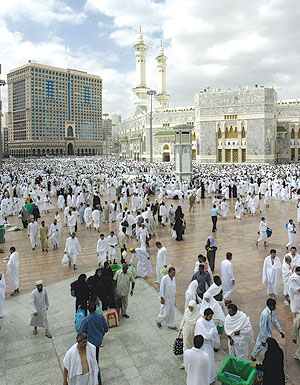
سحب ركامية فوق مدينة مكة

تتميز مكة بمناخ صحراوي حار. وتحتفظ مكة بدرجة الحرارة المرتفعة نسبيا في فصل الشتاء، والتي يمكن أن تتراوح بين 18 °م (64 °ف) في الليل إلى 30 °م (86 °ف) في النهار. تكون درجات الحرارة في الصيف شديدة الارتفاع، وغالبًا ما تتجاوز 40 °م (104 °ف) خلال النهار، وتنخفض إلى 30 °م (86 °ف) تقريبًا في الليل. يسقط المطر عادة في مكة بكميات صغيرة بين نوفمبر ويناير. مع ذلك فهطول الأمطار، على الرغم من قلة حدوثه، يمكن أن يحمل خطر السيول والتي دائما ما مثلت خطرًا منذ العصور الأولى. وفقًا للكردي، حدث نحو 89 فيضان تاريخي بحلول عام 1965، بما في ذلك العديد من الفيضانات في تلك الفترة. في القرن الماضي، وقع أخطر الفيضانات في عام 1942. منذ ذلك الحين، تم بناء السدود لتخفيف حدة المشكلة. 
| البيانات المناخية لـمكة                              | البيانات المناخية لـمكة | البيانات المناخية لـمكة | البيانات المناخية لـمكة | البيانات المناخية لـمكة | البيانات المناخية لـمكة | البيانات المناخية لـمكة | البيانات المناخية لـمكة | البيانات المناخية لـمكة | البيانات المناخية لـمكة | البيانات المناخية لـمكة | البيانات المناخية لـمكة | البيانات المناخية لـمكة | البيانات المناخية لـمكة |
| الشهر                                                | يناير                   | فبراير                  | مارس                    | أبريل                   | مايو                    | يونيو                   | يوليو                   | أغسطس                   | سبتمبر                  | أكتوبر                  | نوفمبر                  | ديسمبر                  | المعدل السنوي           |
| ---------------------------------------------------- | ----------------------- | ----------------------- | ----------------------- | ----------------------- | ----------------------- | ----------------------- | ----------------------- | ----------------------- | ----------------------- | ----------------------- | ----------------------- | ----------------------- | ----------------------- |
| الدرجة القصوى °م (°ف)                                | 37.8 (100.0)            | 38.3 (100.9)            | 42.4 (108.3)            | 44.7 (112.5)            | 49.4 (120.9)            | 51.4 (124.5)            | 49.8 (121.6)            | 49.7 (121.5)            | 49.4 (120.9)            | 47.0 (116.6)            | 41.2 (106.2)            | 39.4 (102.9)            | 51.4 (124.5)            |
| متوسط درجة الحرارة الكبرى °م (°ف)                    | 30.5 (86.9)             | 31.7 (89.1)             | 34.9 (94.8)             | 38.7 (101.7)            | 42.0 (107.6)            | 43.8 (110.8)            | 43.0 (109.4)            | 42.8 (109.0)            | 42.8 (109.0)            | 40.1 (104.2)            | 35.2 (95.4)             | 32.0 (89.6)             | 38.1 (100.6)            |
| المتوسط اليومي °م (°ف)                               | 24.0 (75.2)             | 24.7 (76.5)             | 27.3 (81.1)             | 31.0 (87.8)             | 34.3 (93.7)             | 35.8 (96.4)             | 35.9 (96.6)             | 35.7 (96.3)             | 35.0 (95.0)             | 32.2 (90.0)             | 28.4 (83.1)             | 25.6 (78.1)             | 30.8 (87.5)             |
| متوسط درجة الحرارة الصغرى °م (°ف)                    | 18.8 (65.8)             | 19.1 (66.4)             | 21.1 (70.0)             | 24.5 (76.1)             | 27.6 (81.7)             | 28.6 (83.5)             | 29.1 (84.4)             | 29.5 (85.1)             | 28.9 (84.0)             | 25.9 (78.6)             | 23.0 (73.4)             | 20.3 (68.5)             | 24.7 (76.5)             |
| أدنى درجة حرارة °م (°ف)                              | 11.0 (51.8)             | 10.0 (50.0)             | 13.0 (55.4)             | 15.6 (60.1)             | 20.3 (68.5)             | 22.0 (71.6)             | 23.4 (74.1)             | 23.4 (74.1)             | 22.0 (71.6)             | 18.0 (64.4)             | 16.4 (61.5)             | 12.4 (54.3)             | 10.0 (50.0)             |
| الهطول مم (إنش)                                      | 20.8 (0.82)             | 3.0 (0.12)              | 5.5 (0.22)              | 10.3 (0.41)             | 1.2 (0.05)              | 0.0 (0.0)               | 1.4 (0.06)              | 5.0 (0.20)              | 5.4 (0.21)              | 14.5 (0.57)             | 22.6 (0.89)             | 22.1 (0.87)             | 111.8 (4.42)            |
| متوسط أيام هطول الأمطار                              | 4.0                     | 0.9                     | 1.8                     | 1.8                     | 0.7                     | 0.0                     | 0.3                     | 1.5                     | 2.0                     | 1.9                     | 3.9                     | 3.6                     | 22.4                    |
| متوسط الرطوبة النسبية (%)                            | 58                      | 54                      | 48                      | 43                      | 36                      | 33                      | 34                      | 39                      | 45                      | 50                      | 58                      | 59                      | 46                      |
| ساعات سطوع الشمس اليومية                             | 8.4                     | 8.7                     | 9.1                     | 9.4                     | 9.8                     | 10.7                    | 10.1                    | 9.6                     | 9.4                     | 9.7                     | 8.8                     | 8.0                     | 9.3                     |
| نسبة وصول أشعة الشمس                                 | 76                      | 80                      | 76                      | 72                      | 75                      | 82                      | 78                      | 74                      | 78                      | 81                      | 80                      | 73                      | 77                      |
| المصدر #1: Jeddah Regional Climate Center            |                         |                         |                         |                         |                         |                         |                         |                         |                         |                         |                         |                         |                         |
| المصدر #2: الأرصاد الجوية الألمانية (sun, 1986–2000) |                         |                         |                         |                         |                         |                         |                         |                         |                         |                         |                         |                         |                         |

| البيانات المناخية لمكة          | البيانات المناخية لمكة | البيانات المناخية لمكة | البيانات المناخية لمكة | البيانات المناخية لمكة | البيانات المناخية لمكة | البيانات المناخية لمكة | البيانات المناخية لمكة | البيانات المناخية لمكة | البيانات المناخية لمكة | البيانات المناخية لمكة | البيانات المناخية لمكة | البيانات المناخية لمكة | البيانات المناخية لمكة |
| شهر                             | يناير                  | فبراير                 | مارس                   | أبريل                  | قد                     | يونيو                  | يوليو                  | أغسطس                  | سبتمبر                 | أكتوبر                 | نوفمبر                 | ديسمبر                 | عام                    |
| ------------------------------- | ---------------------- | ---------------------- | ---------------------- | ---------------------- | ---------------------- | ---------------------- | ---------------------- | ---------------------- | ---------------------- | ---------------------- | ---------------------- | ---------------------- | ---------------------- |
| متوسط ساعات النهار اليومية      | 11.0                   | 11.0                   | 12.0                   | 13.0                   | 13.0                   | 13.0                   | 13.0                   | 13.0                   | 12.0                   | 12.0                   | 11.0                   | 11.0                   | 12.1                   |
| متوسط مؤشر الأشعة فوق البنفسجية | 7                      | 9                      | 11+                    | 11+                    | 11+                    | 11+                    | 11+                    | 11+                    | 11+                    | 10                     | 8                      | 7                      | 9.8                    |
| المصدر: أطلس الطقس              |                        |                        |                        |                        |                        |                        |                        |                        |                        |                        |                        |                        |                        |

## العوامل
مكة المكرمة توجد على ارتفاع 277 م فوق مستوى سطح البحر، وتبعد حوالي 80 كم عن البحر الأحمر. الفيضانات المفاجئة شائعة خلال فصل الشتاء على الرغم من أن كمية الأمطار منخفضة. نظرًا لأن مكة تقع في الصحراء، فإن العواصف الترابية شائعة في المدينة.
- رياح الشمال تهب في مكة في الغالب خلال أشهر الصيف، وتكون رياح الشمال متربة للغاية وتبلغ ذروتها في الصباح ولكن حدتها تنخفض في الليل. هذه الرياح قد تهب أيضا في فصل الشتاء ولكن ليس كثيرا ما يحدث ذلك.[5]
- تؤثر العواصف الرملية والعواصف الترابية على مكة كل شهر تقريبًا ولكن خصوصًا خلال أشهر الصيف.[6]
- الرياح الغربية تجلب العواصف الرعدية إلى مكة خلال فصل الشتاء وتحدث عواصف البرد في بعض الأحيان.[7]